# Wepryk (Myrhorod)
Wepryk (ukrainisch und russisch Веприк) ist ein Dorf im Norden der ukrainischen Oblast Poltawa mit etwa 2900 Einwohnern (2004).

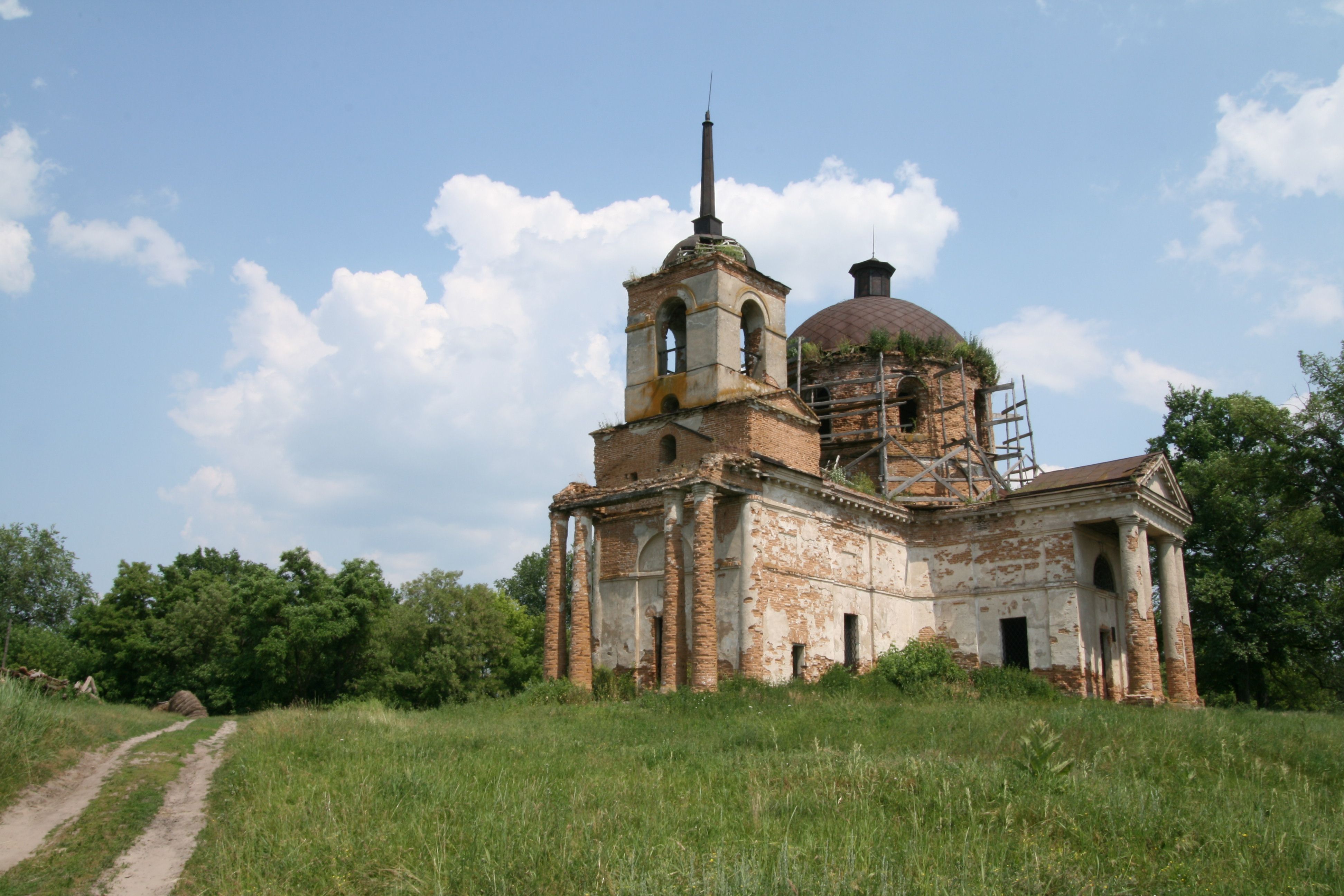
Kirchenruine in Wepryk

Das im ersten Viertel des 17. Jahrhunderts gegründete Dorf liegt am linken Ufer des Psel gegenüber dem Dorf Knyschiwka (Книшівка) 15 km östlich vom ehemaligen Rajonzentrum Hadjatsch und 113 km nordwestlich vom Oblastzentrum Poltawa. Durch das Dorf führt die Territorialstraße T–17–05.
Während des Großen Nordischen Kriegs wurde das Dorf, das zu dieser Zeit zu einer Kosakenfestung ausgebaut war, durch die schwedische Armee vom 24. Dezember 1708 bis zum 7. Januar 1709 belagert und schließlich erstürmt. Am 9. Januar 1709 wurde die Ortschaft auf direkten Befehl des schwedischen Königs  Karl XII. niedergebrannt und die Festung geschleift.
Am 12. Juni 2020 wurde das Dorf ein Teil der Landgemeinde Welyki Budyschtscha, bis dahin bildete es die gleichnamige Landratsgemeinde Wepryk (Веприцька сільська рада/Wepryzka silska rada) im Osten des Rajons Hadjatsch.
Am 17. Juli 2020 kam es im Zuge einer großen Rajonsreform zum Anschluss des Rajonsgebietes an den Rajon Myrhorod.